# Кандийохай (город, Миннесота)
Кандийохай (англ. Kandiyohi) — город в округе Кандийохай, штат Миннесота, США. На площади 0,8 км² (0,8 км² — суша, водоёмов нет), согласно переписи 2002 года, проживают 555 человек. Плотность населения составляет 677,3 чел./км².
- Телефонный код города — 320
- Почтовый индекс — 56251
- FIPS-код города — 27-32372[1]
- GNIS-идентификатор — 0646033[2]